# Municipio de Cosoltepec
El municipio de Cosoltepec es uno de los 570 municipios en que se divide para su régimen interior el estado mexicano de Oaxaca, localizado en la región Mixteca al noroeste del estado. Su cabecera es la población de Cosoltepec.

## Geografía
El municipio de Cosoltepec se encuentra localizado en el extremo noroeste del estado de Oaxaca y en sus límites con el estado de Puebla. Tiene una extensión territorial de 112.027 kilómetros cuadrados y sus coordenadas extremas son 18°4′ - 18°13′ de latitud norte y 97°43′ - 97°53′ de longitud oeste; su territorio tiene una altitud que va de los 2000 a los 1300 metros sobre el nivel del mar.
El municipio forma parte de la región Mixteca y del distrito de Huajuapan. Limita al norte con el municipio de Santiago Chazumba y al sur con el municipio de San Pedro y San Pablo Tequixtepec. Al oeste limita con el estado de Puebla, en particular con el municipio de Petlalcingo y con el municipio de San Jerónimo Xayacatlán.

## Demografía
De acuerdo a los resultados del Censo de Población y Vivienda realizado en 2010 por el Instituto Nacional de Estadística y Geografía; la población total del municipio de Cosoltepec asciende a 866 habitantes, de los que 394 son hombres y 472 son mujeres.
La densidad de población asciende a un total de 7.73 personas por kilómetro cuadrado.

### Localidades
El municipio incluye en su territorio un total de 12 localidades. Las principales, considerando su población del censo de 2010 son:
| Localidad                | Población |
| Total Municipio          | 866       |
| Cosoltepec               | 379       |
| Joluxtla                 | 315       |
| Tultitlán de Guadalcázar | 125       |

## Política
El gobierno de Cosoltepec se rige por principio de usos y costumbres que se encuentra vigente en un total de 424 municipios del estado de Oaxaca y en las cuales la elección de autoridades se realiza mediante las tradiciones locales y sin la intervención de los partidos políticos. 
El ayuntamiento de Cosoltepec está integrado por el presidente municipal, un síndico y un cabildo integrado por tres regidores.

### Subdivisión administrativa
El municipio se divide en dos agencias municipales, que son San Juan Joluxtla y Tultitlán de Guadalcázar, así como con una agencia de policía: Cabrillas. Sus autoridades son elegidas en asamblea pública y duran en su encargo un año.

### Representación legislativa
Para la elección de diputados locales al Congreso de Oaxaca y de diputados federales a la Cámara de Diputados federal, el municipio de Cosoltepec se encuentra integrado en los siguientes distritos electorales:
Local:
- Distrito electoral local de 6 de Oaxaca con cabecera en Heroica Ciudad de Huajuapan de León.[4]

Federal:
- Distrito electoral federal 3 de Oaxaca con cabecera en Heroica Ciudad de Huajuapan de León.[5]